# Тітовська сільська рада (Єгор'євський район)
Тіто́вська сільська рада (рос. Титовский сельский совет) — сільське поселення у складі Єгор'євського району Алтайського краю Росії.
Адміністративний центр та єдиний населений пункт — село Тітовка.

## Населення
Населення — 860 осіб (2019; 1042 в 2010, 1271 у 2002).